# Order Świętego Stanisława
Order Świętego Stanisława – historyczny polski order nadawany w Rzeczypospolitej Obojga Narodów, Księstwie Warszawskim i Królestwie Polskim. Od 1831 roku istniał jako odznaczenie rosyjskie.

## Historia

### W Rzeczypospolitej Obojga Narodów (1765–1795)
Order Świętego Stanisława Biskupa i Męczennika ustanowiony został 7 maja 1765 r. przez króla Stanisława Augusta Poniatowskiego, który został jego pierwszym Wielkim Mistrzem. Tak szybkie wprowadzenie nowego odznaczenia, w niecałe pół roku od koronacji, świadczyło o wcześniejszym projekcie, podobnie jak odznaczenie pierwszych kawalerów już następnego dnia od wydania ustawy, gdyż oznaki orderowe również musiały zostać dużo wcześniej wykonane. Order wzorowany był na saskim Orderze Świętego Henryka, od którego różnił się kilkoma szczegółami.
Order zajmował drugie miejsce w hierarchii polskich orderów, po Orderze Orła Białego, a przed ustanowionym w 1792 r. Orderem Virtuti Militari. Nadawany był corocznie 8 maja, podczas uroczystości ku czci św. Stanisława w kościele św. Krzyża w Warszawie. Jego otrzymanie miało być zachętą do dalszej służby publicznej, z perspektywą otrzymania wyższego odznaczenia.
Do otrzymania orderu należało m.in. udowodnić szlachectwo poprzez podanie czterech herbów ze strony ojca (po mieczu) i czterech ze strony matki (po kądzieli), czyli posiadanie pełni praw szlacheckich (przez pierwsze trzy pokolenia od nobilitacji dostęp do piastowania urzędów cywilnych i wojskowych był ograniczony), co podkreślało rycerski charakter orderu. Kawalerowie mieli zakaz posiadania orderów zagranicznych, ale był to przepis przez nich ignorowany, nawet król zwykle, oprócz wielkiej wstęgi Orła Białego, nosił pruski Order Orła Czarnego. Podobnie permanentnie łamane było statutowe ograniczenie liczby kawalerów do stu, a ich liczba łącznie przekroczyła ten przepis ponad dziesięciokrotnie.
Order nie był podzielony na klasy. Odznaka orderowa składała się ze złotego krzyża maltańskiego (czteroramiennego, ośmiorożnego), emaliowanego na czerwono. Pomiędzy ramionami umieszczono cztery orły białe, a wewnątrz krzyża znajdował się medalion z wizerunkiem Świętego Stanisława na awersie, a na stronie odwrotnej medalion zawierał cyfrę króla „S. A.” (od łac. Stanislaus Augustus). Gwiazda orderowa była wyszywana na lewym boku w srebrze, ośmioramienna, z monogramem króla „S. A. R.” (od łac. Stanislaus Augustus Rex), otoczonym dewizą orderu Praemiando Incitat (tłum. nagradzając zachęca).
Krzyż orderowy wieszany był na wielkiej wstędze (czerwonej z białymi krawędziami), w postaci szerokiej szarfy z kokardą, przewieszonej z prawego ramienia do lewego boku, odwrotnie niż w przypadku starszego Orderu Orła Białego. W przypadku posiadania wyższego orderu był on noszony jako pojedyncza wielka wstęga, a niższy order wieszano na węższej wstędze na szyi (tzw. komandoria). Duchowni order zawsze nosili na szyi, ale ich wstęga miała normalną szerokość (nie była zwężana) i nie posiadała kokardy (tzw. francuski sposób, gdyż tak noszony był najpierw Order Ducha Świętego), a na wierzch orderu nakładali pektorał na krótszym niż wstęga łańcuchu.

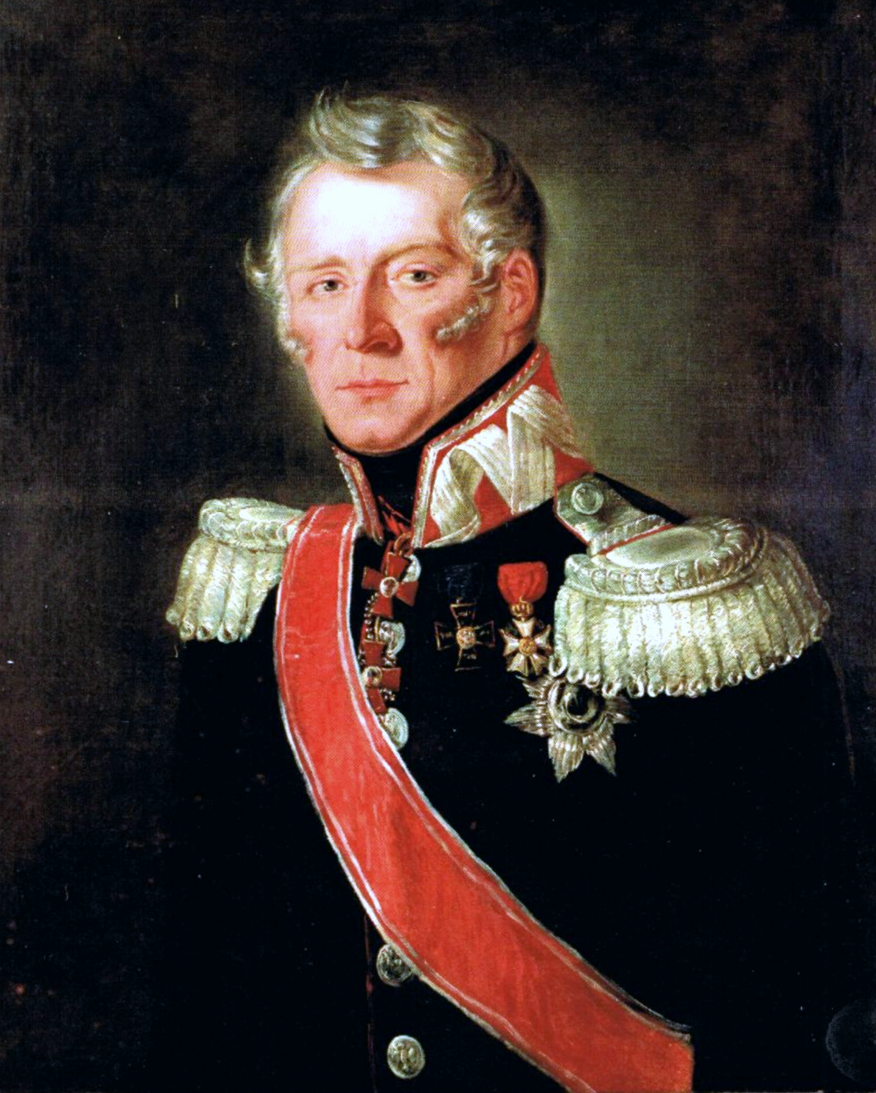
Portret gen. Aleksandra Rożnieckiego z wielką wstęgą i gwiazdą Orderu św. Stanisława, na szyi ma również rosyjskie komandorie Orderu św. Włodzimierza i Orderu św. Anny, a na wstążkach na piersi polski Order Virtuti Militari i francuski Order Legii Honorowej.

Pierwszym sekretarzem i jałmużnikiem orderu został ks. Michał Jerzy Poniatowski.
Dzieje orderu zostały przerwane III rozbiorem Polski, kiedy wszystkie trzy polskie ordery uległy likwidacji wraz z całym państwem. Do 1795 r. łącznie odznaczono 1666 osób.

### W Księstwie Warszawskim (1809–1815)
16 lutego 1809 r. (niemal dwa lata po restytucji Orderu Orła Białego) monarcha Księstwa Warszawskiego Fryderyk August I, wznowił order pod nową nazwą Order Świętego Stanisława. Z powodu utraty prestiżu spowodowanego nadmiernymi nadaniami króla Stanisława Augusta postanowił, że nowi odznaczeni będą otrzymywać, dla odróżnienia od dawnych kawalerów, order na wstędze z dwoma białymi paskami wzdłuż boków, z czego ten bliżej krawędzi był węższy o połowę. Do końca swojego panowania przyznał ich jedynie osiemnaście, a otrzymali je: Stanisław Breza, Jan Paweł Łuszczewski, Aleksander Potocki, Julian Ursyn Niemcewicz, Aleksander Stanisław Potocki, Adam Broniec, Antoni Garczyński, Rajmund Rembieliński, Friedrich Christian Ludwig Senfft von Pilsach w 1809, Stanisław Kostka Zamoyski, Tadeusz Matuszewicz, Ignacy Sobolewski, Aleksander Benedykt Batowski, Piotr Łubieński, Józef Łuba, Stanisław Wodzicki, Wincenty Krasiński i Ludwik Michał Pac w 1812.

### W Królestwie Polskim (1815–1830)
Po utworzeniu Królestwa Polskiego już 1 grudnia 1815 r. order został wprowadzony ponownie jako Order Polski Świętego Stanisława. Wielkimi mistrzami byli odtąd carowie rosyjscy z dynastii Romanowów, noszący też tytuł Króla Polski (Aleksander I i Mikołaj I). Order podzielono podobnie jak rosyjskie Order Świętego Jerzego i Order Świętej Anny, na cztery klasy, a awans do wyższej klasy był zastrzeżony dla posiadaczy klasy niższej:
- Klasa I – wielka wstęga i gwiazda na lewej piersi,
- Klasa II – komandoria na szyi i gwiazda na lewej piersi,
- Klasa III – komandoria na szyi bez gwiazdy na piersi,
- Klasa IV – odznaka wystająca z dziurki od guzika[3].

Istnienie orderu jako odznaczenia polskiego zakończyła Uchwała Sejmu o detronizacji Mikołaja I. W latach 1815–1830 łącznie nadano 1660 orderów: 170 – I Klasy, 261 – II Klasy, 503 – III Klasy, 666 – IV Klasy.

### Powiązania w XIX i XX wieku
Od 1831 r. order włączony został do znaków zaszczytnych Cesarstwa Rosyjskiego jako Cesarski i Królewski Order Świętego Stanisława. Po 1918 r. nie został restytuowany przez władze II Rzeczypospolitej z powodu jego zruszczenia i degradacji. Zamiast tego powstał, nawiązujący do niego bezpośrednio kolorami wstęgi z czasów Rzeczypospolitej Obojga Narodów i kształtem krzyża orderowego, inny order zasługi – Order Odrodzenia Polski.
Od 2. połowy XX wieku prywatne odznaczenie o tej samej nazwie nadawane jest przez wiele organizacji lub osób, z których każda uważa się samozwańczo za kontynuatorów tradycji tego polskiego orderu. 

## Literatura tematyczna
Stanisław Łoza opublikował kompletną listę nadań przedrozbiorowych i okresu Księstwa Warszawskiego w książce Kawalerowie Orderu Świętego Stanisława 1765–1813 w 1925, a listę odznaczonych w okresie Królestwa Polskiego w dziesięciu artykułach w czasopiśmie Miesięcznik Heraldyczny w latach 1930–1932.
Pracą o charakterze monograficznym jest publikacja z 2005 autorstwa Zbigniewa Dunina-Wilczyńskiego zatytułowana Order Świętego Stanisława. Zawiera ona opis historii (włącznie z czasami carskimi) oraz obszerny aneks zawierający wszystkie akty prawne dotyczące orderu, kolejność starszeństwa w poszczególnych okresach aż do 1917 oraz listę odznaczonych do 1830 itp.
Szkice przedstawiające zmiany jakie zachodziły w samym odznaczeniu – począwszy od czasów stanisławowskich poprzez Księstwo Warszawskie, Królestwo Polskie, okres włączenia orderu do rosyjskiego systemu odznaczeń, aż po prywatne odznaczenie – zostały zamieszczone w książce Norberta Wójtowicza Praemiando Incitat. Order Świętego Stanisława (Warszawa 2007).
W 2009 r. ukazało się opracowanie, w formie niewielkiej książki, autorstwa Krzysztofa Filipowa o tytule Order Świętego Stanisława, jako jedna z serii „Ordery Polskie”, mającej popularyzować wiedzę o polskiej falerystyce.
W 2015 r., z okazji 250. rocznicy ustanowienia orderu, zorganizowano wystawę na Zamku Królewskim w Warszawie prezentującą rzadki zbiór odznak orderowych i sylwetek kawalerów. Jej podsumowaniem była praca zbiorowa zatytułowana Praemiando Incitat. Order Świętego Stanisława 1765-1831. W 250. rocznicę powołania orderu, zawierająca artykuły monograficzne dotyczące patrona, początków i munduru orderowego, oraz katalog kawalerów, odznak i herbów udostajniających order, a także jego historię w XIX wieku i nawiązania do niego, przy tworzeniu nowego systemu odznaczeniowego w II RP.